# White-sloanea
White-sloanea là chi thực vật có hoa trong họ Apocynaceae.

## Các loài
- White-sloanea crassa: Phân bố tại bắc Somalia.